# Jetstar Airways
Jetstar Airways — австралійська бюджетна авіакомпанія, підрозділ Qantas, заснована у 2003 році. Штаб-квартира розташована у місті Мельбурн, Австралія. Компанія була створена у відповідь на вихід на ринок Virgin Blue (зараз Virgin Australia). Авіакомпанія виконує багато внутрішніх рейсів, а також займається міжнародними перевезеннями. Крім Jetstar Airways материнська компанія Qantas має долі у таких авіакомпаніях як Jetstar Asia Airways та Valuair у Сінгапурі (через долю у Orange Star) та Jetstar Pacific Airlines у В'єтнамі. Базовий аеропорт — Мельбурн.

## Історія
Авіакомпанія була заснована Qantas у 2003 році, як бюджетна авіакомпанія для внутрішніх перевезень. До цього Qantas придбала авіакомпанію Impulse Airlines 20 листопада 2001 року та перевела її під бренд QantasLink. Після прийняття рішення про організацію бюджетної авіакомпанії її перейменування у Jetstar Airways. Продаж квитків на рейси нової компанії почався у лютому 2004 року, а перший внутрішній переліт відбувся 25 травня того ж року. Перший міжнародний рейс до міста Крайстчерч, Нова Зеландія відбувся 1 грудня 2005 року. Попри те що Jetstar Airways є підрозділом Qantas, управління компанією здійснюється досить незалежно від менеджменту Qantas.
Перший офіс авіакомпанії розташовувався у аеропорті міста Авалон. Перший політ з цього аеропорту відбувся у середині 2004 року.
Вибір посадкових місць у салоні запровадження на всіх рейсах авіакомпанії з 4 жовтня 2006 року. Jetstar Airways була першою авіакомпанією у Австралії яка запропонувала такий сервіс для своїх пасажирів.
Перший політ компанії Jetstar Asia Airways відбувся 13 грудня 2004 року з Сінгапуру до Гонконгу. Завдяки цьому Qantas вийшла на величезний ринок бюджетних авіаперевезень Азії та змогла нав'язати конкурентну боротьбу Singapore Airlines, яка є її основним конкурентом на ринку південно-східної Азії. Qantas має частку 42,5 % у Jetstar Asia Airways.
Починаючи з липня 2006 року Jetstar Airways та Jetstar Asia Airways були об'єднанні під єдиним брендом Jetstar та з'явилась можливість купівлі квитків обох авіакомпаній на сайті Jetstar.com.
У липні 2007 року Qantas придбала 18 % акція в'єтнамського перевізника Pacific Airlines, а у 2010 році збільшила свою частку до 30 %. 23 травня 2008 авіакомпанія була перейменована на Jetstar Pacifi.
28 квітня 2009 року Jetstar почала виконувати щоденні рейси з Окленду до Голд-Кост та Сідней. 10 червня того ж року авіакомпанія почала виконувати регулярні внутрішні рейси у Новій Зеландії між містами Окленд, Веллінгтон, Крайстчерч та Квінстаун. На цих маршрутах Jetstar замінила авіакомпанію Jetconnect.
З 1 лютого 2011 Jetstar почала співробітництво з альянсом Oneworld, що дозволило включити маршрути Jetstar для резервування для всіх партнерів альянсу. Проте квитки у цьому випадку повинні бути придбані через Qantas.

## Флот

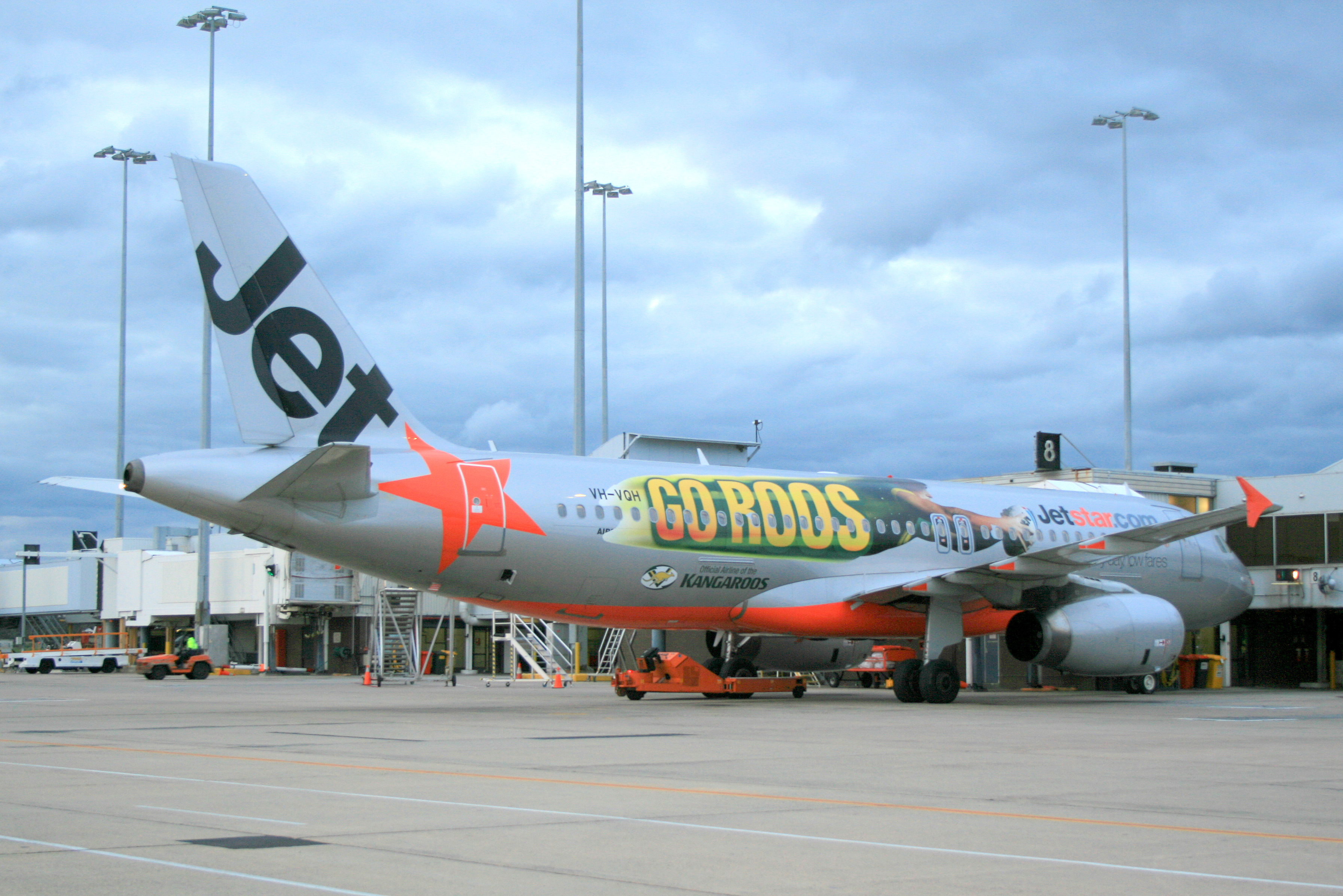
Jetstar Airbus A320-232 VH-VQH

Станом на липень 2015 року, флот Jetstar Airways складається з таких літаків:

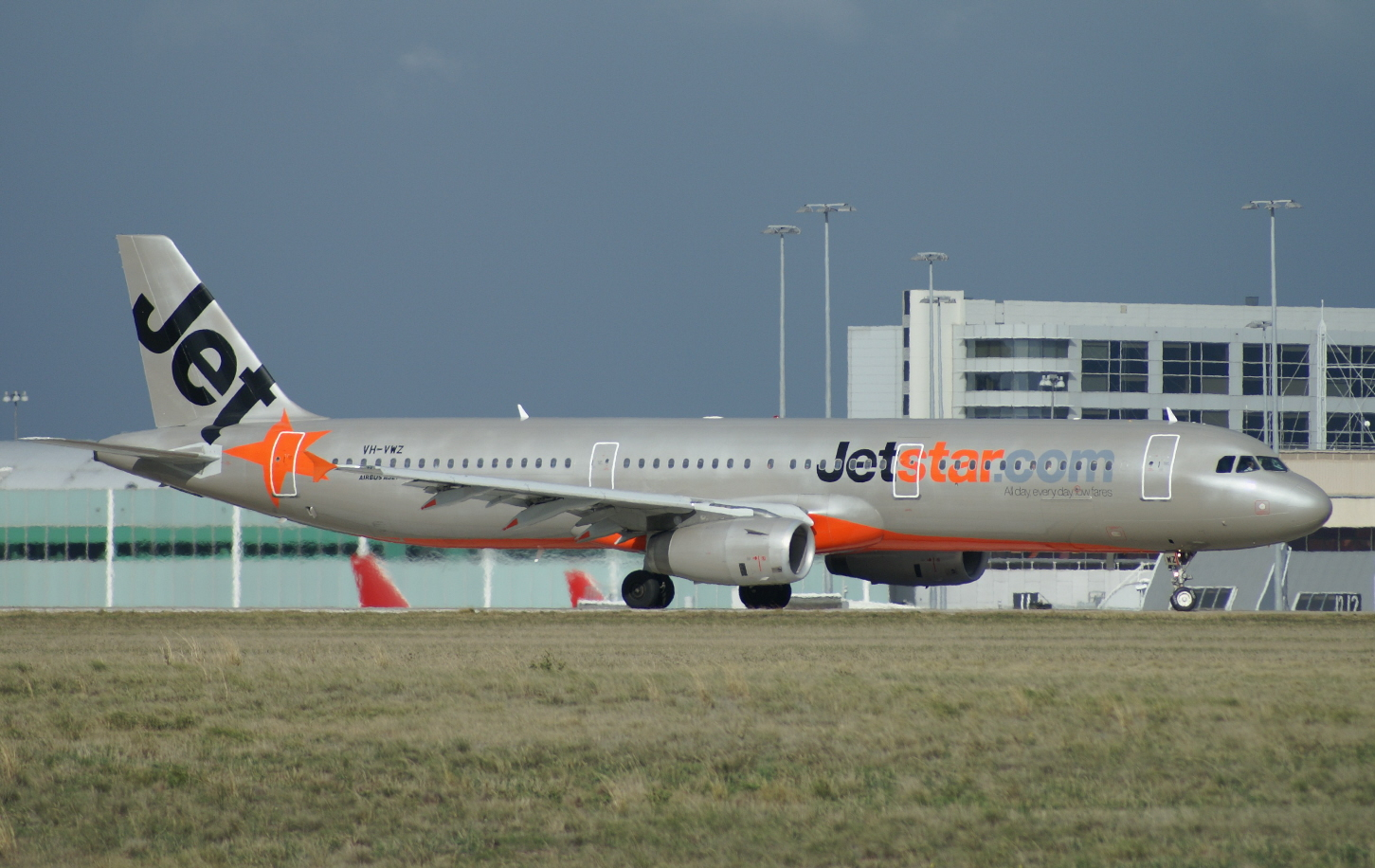
Airbus A321-200 Jetstar готується до зльоту на доріжці № 27 у аеропорті Мельбурну

Jetstar до цього використовували Boeing 717, який зараз літає у Qantaslink.